# Incrustació
|  | Per a altres significats, vegeu «Incrustació (desambiguació)». |

La incrustació és l'acumulació de material no desitjat sobre superfícies sòlides. Els materials de contaminació poden consistir en organismes vius (biofouling) o en una substància no viva (inorgànica o orgànica). La incrustació es distingeix generalment d'altres fenòmens de creixement superficial perquè es produeix en una superfície d'un component, sistema o planta que realitza una funció definida i útil i que el procés d'incrustació impedeix o interfereix amb aquesta funció.
Els fenòmens de contaminació són comuns i diversos, que van des de la incrustació dels bucs dels vaixells, superfícies naturals en el medi marí (fouling), contaminació de components de transferència de calor a través d'ingredients continguts en aigua de refrigeració o gasos, i fins i tot el desenvolupament de placa o càlcul a les dents. o dipòsits en plaques solars a Mart, entre altres exemples.

## Incrustació calcàrea

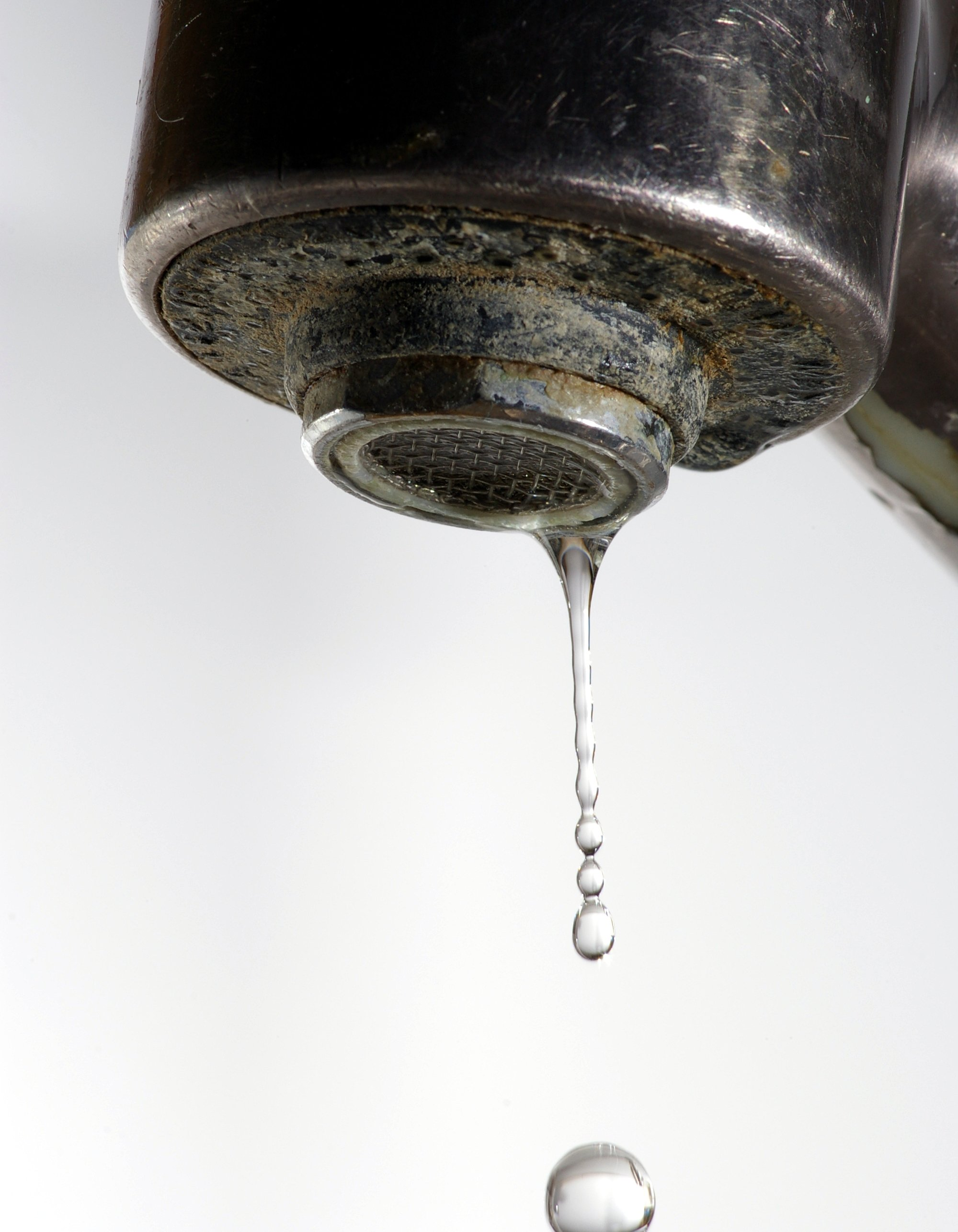
Incrustació de carbonat de calci en la boca d'una aixeta

La tosca és un dipòsit sòlid salí que es forma en les superfícies interiors de tubs o de recipients, produït per la precipitació de les sals presents en els líquids que condueixen o que contenen. Els més habituals són els dipòsits de carbonat de calci, CaCO₃, que es formen a partir d'aigües dures quan estan calentes. També són habituals, però menys, les incrustacions d'hidròxid de magnesi, Mg(OH)₂ i de sulfat de calci, CaSO₄. Les incrustacions s'eliminen mitjançant l'acció d'àcids diluïts per evitar que afectin les superfícies damunt les quals estan dipositades.